# Федина Андрій
Андрі́й Феди́на (псевдо: «Мойсей», «Сак», «Саків», «Саковський», «Смок») (* 10 грудня 1905, с. Черневе, Мостиський район, Львівська область — † 8 вересня 1958, Торонто, Канада) — учасник I-го Конгресу Українських Націоналістів, керівник експозитури УВО-ОУН в Данціґу.
Відповідно до українського законодавства може вважатися борцем за незалежність України у ХХ сторіччі.

Перший Конґрес Українських Націоналістів у Відні, 1929 рік. Сидять зліва направо 1 ряд: Юліан Вассиян, Дмитро Андрієвський, Микола Капустянський, Євген Коновалець, Микола Сціборський, Яків Моралевич, Володимир Мартинець, Микола Вікул. Стоять зліва направо 2 ряд: Іван Малько, Осип Бойдуник, Максим Загривний, Євген Зиблікевич, Петро Кожевників, Дмитро Демчук, Леонід Костарів, Олесь Бабій, Ріко Ярий, Михайло Антоненко, Зенон Пеленський. Стоять зліва направо 3 ряд : Юрій Руденко, Ярослав Барановський, Степан Охримович, Степан Ленкавський, Андрій Федина, Ярослав Герасимович, Теофіл Пасічник-Тарнавський, Олександр Згорлякевич

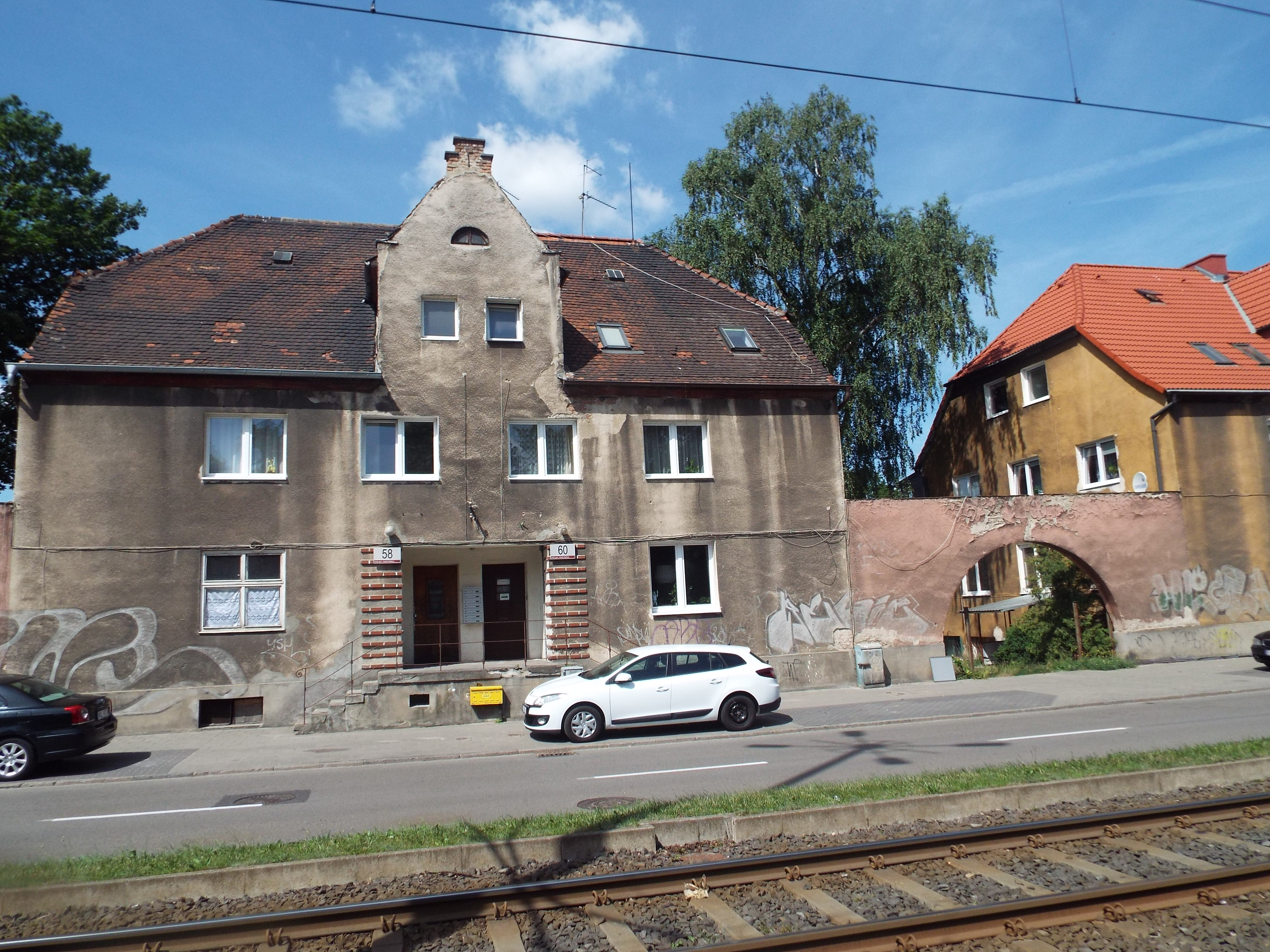
Гданськ -Вжещ, будинок по суч. вул. Галлера, 58, в якому мешкав Андрій Федина в 1934 р.

## Життєпис
Народився 10 грудня 1905 у селі Черневе Мостиського району Львівської області.
Вояк УГА в 1918—1920.
Закінчив українську гімназію в Перемишлі. Згодом навчався на кораблебудівному факультеті політехнічного інституту в Данціґу. Здобув також юридичну освіту в Українському вільному університеті в Празі.
Член УВО з 1921 року. Був учасником I-го Конгресу Українських Націоналістів 1929 у Відні. З 1929 по 1934 керівник експозитури УВО-ОУН в Данціґу. Андрій Федина за цей час забезпечив ефективне транспортування через Данціґ на територію Польщі коштів та підпільної літератури. Йому також вдалось успішно організувати на території вільного міста вишколи для членів ОУН з Галичини та провести кілька важливих конференцій партійного активу.
Ось як особисто описує свою діяльність Андрій Федина: 
| Внаслідок свого специфічного політичного положення Данціґ був в тому часі ближчий Львова, ніж Луцьк чи Варшава. Там перебували члени Організації, яким треба було якийсь час переховуватись, чи відпочити. Там жили короткими періодами члени, які після довгої тюрми потребували спокою і поправлення свого здоров'я, яких треба було відповідно примістити та з огляду на незнання мови ними заопікуватися. Жоден із них не попав в руки поліції, ані в дорозі до Данціґу, ані в повороті до Краю. До Данціґу приїжджали на організаційні зустрічі, і то не один раз, Бандера, Стецько, Янів, Колодзінський, Кордюк і ряд інших членів Крайового Проводу, а з другого боку Сціборський, Сеник, Мартинець і другі. Ні в одному випадку не було у них будь-яких труднощів з приводу зв'язку зі мною, чи іншими, тощо. Через Данціґ переїжджала щасливо в один і другий бік група бійців на вишкіл у Східних Прусах, або інша група на вишкіл з хорватськими усташами. В Данціґу відбувся військовий перевишкіл бувших старшин УГА під проводом генералів Курмановича і Капустянського. Ціла підготовча робота, зв'язана з приміщенням, харчуванням, підшуканням місця на вправи і т. п., взагалі з переведенням цього перевишколу, лежала на моїх плечах. Мені невідомий ані один випадок, щоб котрийсь із курсантів був затриманий в дорозі, хоч було там понад 20 осіб. |
В червні 1934 р. А. Федина допомагав учасникам замаху на Б. Пєрацького — Миколі Лебідю та Дарії Гнатківській, які переховувалися в Данціґу. М. Лебідь за допомогою Федини сів на пароплав до Свиноустя, звідки планував дістатися Берліна. Проте він і Гнатківська у Данціґу потрапили під нагляд польської поліційної агентури, внаслідок чого були затримані. В акті обвинувачення Варшавського процесу ОУН зазначено адресу проживання А. Федини в Данціґу (суч. Гданську) станом на 1934 р. — Гданськ-Вжещ, суч. вул. Hallera 58.
1934 змушений покинути Данціґ перед загрозою видачі полякам. Проживав у Берліні, а після закінчення 2 Світової війни на заході Німеччини.
З 1951 у Канаді, працював дизайнером на заводі Дженерал Моторз в місті Ошаві. Помер 8 вересня 1958. Похований на цвинтарі «Маунт Гоп» в Торонто.